# 八重山教科書問題
八重山教科書問題（やえやまきょうかしょもんだい）とは、沖縄県の八重山地区（石垣市・竹富町・与那国町の1市2町からなる）の教科書採択を巡る一連の騒動のことである。「石垣市元教育長による教科書採択制度の改革」「竹富町に対して文科省が育鵬社の教科書を採択するように強制した問題」「政治家が法律や行政ルールを逸脱し、自己の政治信条の実現を図ろうとしたことに対して、町・県・文科省の担当者たちが各自の権限の範囲で『不当な支配』に対抗した事例」など、複数の見解がある。

## 概要
2010年2月の石垣市長選挙で中山義隆が当選し、16年ぶりの保守市政が誕生。中山は教育長に玉津博克を起用。2011年に玉津は教科書選定方法の改革を行った。その過程で八重山地区で「つくる会(新しい歴史教科書をつくる会)系」と呼称される保守的な自由社･育鵬社版の中学歴史･公民教科書が選定される可能性が高まると、沖縄タイムスや琉球新報をはじめとする地元マスコミは玉津の改革及び八重山で「つくる会系」の中学歴史･公民教科書が選定される動きについて批判的な立場で言論を展開した。また沖縄県教育委員会も「つくる会系」の中学歴史･公民教科書が選定されないように、八重山教科書問題への介入を行った。
2011年8月23日に八重山地区採択協議総会で中学歴史教科書については帝国書院版が採択された一方で、中学公民教科書については育鵬社版が採択された。8月下旬に中学公民教科書について石垣市教委と与那国町教委は八重山地区採択協議総会の決定通りに育鵬社版を採択したが、竹富町教委は育鵬社版を不採択とする一方で東京書籍版の採択をした。9月8日に3市町教育委員全員による「八重山教育委員総会」臨時総会で育鵬社版が逆転不採択となる一方で東京書籍版が採択された。文部科学省は「9月8日の逆転不採択は無効とする」と見解を示し「8月23日の答申に従わない竹富町については無償給付の対象外」としたが、自費購入による竹富町の採択を認めた。竹富町は自費購入を拒否する一方で、寄付を受けて東京書籍版の教科書を購入することを決定したことで、2012年4月から石垣市と与那国町は育鵬社版を、竹富町は東京書籍版の公民教科書をそれぞれ配布した。

## 経緯等

### 玉津石垣市教育長の教科書採択問題の認識と改革
2011年5月頃、八重山地区採択地区協議会（以下:協議会）の会長でもあった玉津石垣市教育長は2010年の小学校教科書採択資料を調べた。規則では教員である調査員が教科書の中身に協議会に報告した上で、協議会が教科書を審議して選定・採択することになっているが、実際には「協議会の会議録が存在しない」「採択調査委員という肩書きや調査員が答申すると読める文言など規約に逸脱する文言があり、教員に事実上教科書選定の決定権者のような文言がある」等と、調査員が事実上教科書を決定する一方で協議会の審議が形骸化していることが明らかになった。
玉津は協議会で「協議会の委員の入れ替え」「教科書の順位付けと1種絞り込みの廃止」という2つの改革を行った。
協議会の委員の入れ替え
これまでは3市町の教育長（3人）、3市町教育委員会の担当課長（3人）、補助職員（2人）、PTA代表の計9人だった。そのうち3人の担当課長は学校現場から教育委員会に出向していた教員で任期が切れると学校現場に戻るため、従来の協議会は組織上の教員の影響力が極めて強かった。また多忙で教科書を読む時間がない事務方である補助職員が委員となっていたことも問題視された。
代わりに提案した委員構成は3市町の教育長（3人）、3市町教育委員代表（3人）、学識経験者、PTA代表の計8人だった。調査員の意見に拘束されずに自分の判断で教科書を選定できる人材を委員として配置することを目的としたものであった。
教科書の順位付けと1種絞り込みの廃止
調査委員が従来行っていた教科書の順位付けと1種絞り込みを廃止した。調査委員の順位付けに従えばよいと言う安易な意識は捨て、委員自らの責任で教科書を選ぶことを目的とした。
1989年の文部省通知に「教職員の投票によって採択教科書が決定される等、採択権者の責任が不明瞭になることのないよう、採択手続きの適正化を図る」とあり、玉津は調査員の順位付けと1種絞り込みが該当すると解釈した。
玉津は代わりに調査員に「現在の教科書の感想」「推薦したい教科書」「特徴のある教科書」をそれぞれ複数書かせたうえ、八重山の地域性等の観点から、調査員が各社の教科書をどう評価したか独自に書く欄を設けた。

### 委員入れ替えと調査員の人選
2011年6月27日、協議会総会で規約改正案は承認された。事前に事務局である石垣市教委から竹富町教委と与那国町教委に規約改正案が出ており、特に異論はでなかった経緯がある。この時点で3市町で採択する教科書が割れる可能性について論議され、玉津は「教科書無償措置法では、教科書を1種類に決めなくてはならない。（採択が異なった場合は）再協議するという規定を規約に入れたい」としたが、「8人の委員全員が集まるのは大変だ」として竹富町教育長の慶田盛安三の提案で3教育長による役員会が新設された。
協議会の規約では調査委員を選任する権限は玉津にあるが、慶田盛は調査員の選任は役員会で行うことを要求し、玉津や他の委員からも異論はなかったため、規約改正が決まった。この時点で玉津は調査員の人選を終え、委嘱状交付は翌日だったため、玉津は「調査員の選定は完了しており、委嘱状は明日予定されております。調査員の名簿を2教育長に配布しますので、了承を願いたい」と述べた。総会終了後に調査員の名簿を役員会メンバーの慶田盛と与那国町教育長の崎原用能に渡したが、名簿を見た2人から異論は無く、「承認された」と受け止めた玉津は改めて役員会を開くことなく、翌日に調査員に委嘱状を交付した。
2011年7月16日付の琉球新報は「役員会を経ず調査員委嘱」と4段見出しで報じた。これが八重山教科書問題の第一報だった。
2011年7月26日に玉津は役員会を招集し、会長として任命した各教科3人の調査員について6月27日の協議総会に遡って承認するよう提案。手続きの不備を指摘していた慶田盛も調査員の人選を承認した。玉津は記者会見で「教科書選定方法を協議会委員8人の無記名投票とする方針と、答申内容について各教育委員会の採択が終わるまでは公開しないこと」も明らかにした。非公開・無記名投票については「意見の中立性を保ち、自由な雰囲気で言えるようにするため」という意図があった。
2011年8月2日、沖縄県教委の出先機関である八重山教育事務所の担当者が石垣市教委に対し「2日後に行われる教科書選定の延期と協議会委員に校長代表と指導主事（教育委員会職員）など学校関係者を追加して欲しい」と要求した。玉津は協議会の延期は受け入れたが、委員の追加要求については協議会の役員会と臨時総会を開き、諮らなくてはならなかった。8月9日、3教育長による役員会が開かれた。玉津は「校長会代表の追加のみを認め、他学校関係者の追加は絶対に受け入れられない」、崎原は「校長会代表を含め、県教委の要請を完全拒否する」、慶田盛は「県教委の要請をすべて受け入れるべき」とそれぞれ主張した。玉津は3人の合意が得られなかったことを理由に県教委の要請を却下し、翌8月10日の協議会でも賛成多数で県教委の要請を却下し、委員の追加は一切行わないことを決定した。協議会の臨時総会では教科書の選定方法について多数決とする規約改正も承認し、可否同数の場合は再投票し、なお可否同数になった場合は、役員会で決定することとした。

### 8月23日の教科書選定
2011年8月23日、協議会が開かれた。審議の公開を求める声が委員から出たが、与那国町の崎原が反対して非公開を主張し、採決の結果、公開に賛成したのは竹富町の慶田盛ら3人で非公開が決まった。
教科書審議は焦点の1つだった歴史教科書に入った。これまで八重山地区で使用されていたのは帝国書院版、調査員は報告書で帝国書院版と東京書籍版を推薦していた。多数決の結果、帝国書院版4票、育鵬社版3票、東京書籍版1票となり、歴史教科書は調査員が推薦した帝国書院版が選定された。
教科書審議はもう1つの焦点だった公民教科書に入った。これまで八重山地区で使用されていたのは東京書籍版、調査員は報告書で東京書籍版と帝国書院版を推薦していた。多数決の結果、育鵬社版5票、東京書籍版3票となり、公民教科書は育鵬社版が選定された。
なお、公民教科書の調査員による報告書は育鵬社版について批判的な言葉を並べるなど問題点を14点指摘してたが、その内5点は育鵬社版を含めたつくる会系教科書に反対する団体のパンフレットとほぼ同一の文言が掲載されていた。これについては「調査員が最初からつくる会系の教科書を採択させない意図をもって報告書を作成し、反対派パンフレットを丸写ししたのであれば、調査員と言うシステムそのものが根本から問われる」「調査員が最初からつくる会系の教科書を採択させないために動いた。中立の立場で調査していない」「自分たちの意見でもないものを持ってきて、審議しろというのは論外」と調査員を批判する声が出る一方で、「誰もが報告書の通りに感じており、一般人の感情からそう逸脱していない」「教員は戦後の沖縄の状況をよくわかっているので、スタンスはみんな同じで、考え方の真髄は変わらない」と調査員を擁護する声も出た。
各教育委員会の採択まで非公開となっていたが、地元メディアが公民教科書は育鵬社版が選定されたと速報した。非公開にもかかわらず情報が流れたことについて、八重山日報編集長の仲新城誠は「情報を流したのは委員かその周辺関係者であることは明らかで、選定結果を地元マスコミにリークしたのは、育鵬社版の採択を妨害するため」と述べている。
また、8月23日の協議会の録音テープが地元民放テレビ局で報道され、育鵬社版の選定に反対する委員の1人が「（玉津）会長が前、教科書を見なくても見たと言えばいいみたいな発言があってでしょう。そういう話をしたから、誤解を招く」と述べた音声が流れていた。地元メディアはこの発言に着目し、「（公民教科書の選定で）全く話し合いが行われておらず、さらに玉津会長が『教科書は見なくても見たと言えばいい』と発言していたとして委員から詰め寄られていたことがわかりました」「協議会のあり方が問われることになりそうです」と報道した。玉津の発言があったとされるのは7月19日に開かれた協議会の連絡会で、会議録や当日の録音で確認すると、玉津は渋る委員に対して教科書を読むよう必死で説得しているが、一部の委員は読めないとして譲らない中で、玉津が「協議会は教科書を選定する役割があり、玉津は委員は教科書を読まなくてはいけない」という原則論を強調しているが、この発言を委員の1人が「見たと言えばいい」という趣旨に受け取ったというのが真相であると、八重山日報編集長の仲新城誠は述べている。玉津は11月10日に記者会見を開いて「見たと言えばいい」発言を否定し、「見たと言えばいい」発言を報じたマスコミ各社に対し、「発言は確認できなかったと伝えるべきだ」と報道の訂正を要請したが、応じた社は一つもなかった。

### 各教委の教科書採択
2011年8月26日、石垣市教委では5人の教育委員で採択を行うことになった。石垣市教育委員長の仲本英立は育鵬社版の採択に反対の立場を表明し、「協議会の少数意見を組み入れる形で決めてはどうか」と東京書籍版と育鵬社版から採択するよう提案した。しかし、他の委員から「ここでは、協議会の答申を承認するか、しないかしか議論できない」と指摘があり、多数決をとるよう促された末、石垣市教委では最終的に賛成3票、反対2票で育鵬社版を採択した。同日、与那国町教委でも3人の教育委員が育鵬社版を採択した。
8月27日の竹富町教委では5人の教育委員が育鵬社版を全会一致で不採択とし、協議会で次点だった東京書籍版を採択するよう緊急動議が出された末、東京書籍版の採択が決まった。議論の過程では調査員の報告を尊重すべきという意見ばかりで、育鵬社版を不採択とする根拠として報告書が引用され、報告書が反対派のパンフレットを丸写ししているという問題は全く無視された。協議会で公民教科書の育鵬社版と同様に調査員が推薦していない教科書が選定されたケースとして「技術・家庭」の開隆堂出版版があったが、これについては竹富町教委は「課題が無いことを確認した」として採択を決めている。

### 再協議と9月8日の逆転不採択
3市町の採択結果が割れたため、協議会の規約通りに8月31日に3市町の教育長による役員会で再協議が行われた。役員会では玉津と崎原が竹富町教委の採択やり直しを求める一方で慶田盛は難色を示していたが、役員会の多数決で育鵬社版を選定した協議会の答申を認め、竹富町教委に採択のやり直しを求めることを決めた。9月2日、竹富町教委は、改めて東京書籍版の採択を確認した。
9月8日、石垣市教育委員長の仲本の意向で八重山地区の3市町教育委員13人の親睦団体である八重山教育委員協会が招集された。八重山地区の3市町教育委員13人だけでなく、県教委から義務教育課長もオブザーバーとして参加した。県教委のオブザーバーは「（協議会の）答申はあくまで答申。各教委を拘束しない。答申と異なる教科書であっても一本化していればいい」「（協議会の）答申には拘束力はない」と8月23日の教科書選定の効力を否定する一方で「もし協議できないと、県として招集をしなければいけなくなる」「この場で多数決で決めて欲しい」「八重山教育委員協会で決めたことには拘束力がある」として、八重山教育委員協会での3市町教育委員13人による多数決の構図に促す形で育鵬社版の不採択を求めた。最終的に「ルール違反」と主張する崎原が欠席する中で八重山教育委員協会は賛成7票、反対4票で育鵬社版の逆転不採択を決議し、その後で東京書籍版の採択を決議した。

### 文科省の判断と各教委の対応
2011年9月18日に文部科学省は、全教育委員による協議での「9月8日の逆転不採択」は、「3教委の合意のないまま行われている」「同全委員協議について玉津博克石垣市教育長、崎原用能与那国町教育長から無効とする異議を申し立てる文書が出ている」の2点をあげて法的拘束力はないと判断した。文部科学省は「8月23日の教科書選定」は規則に則っており法的拘束力があるとして、八重山地区での育鵬社版の採択を求めた。2011年10月26日、文部科学省は教科書無償措置法により、協議会の答申に従って育鵬社版の採択をした石垣市と与那国町については国の無償給付対象となるが、東京書籍版を採択した竹富町について国の無償給付対象にならないと明言した。教科書無償措置法では「採択地区内の市町村の教育委員会は、協議して種目ごとに同一の教科書を採択しなければならない」とあるが、同じ地区で同一の教科書を使う理由として「教師にとって広域で学習指導の共同研究がしやすいこと」「子供が近隣市町村に転校しても教科書が変わらないこと」「教科書の供給が効率的で費用が節約できること」などが理由にあげられている。一方で地方教育行政法で教科書採択権は個々の教育委員会に認めているため、文部科学省は竹富町が自費で東京書籍版を購入することは認めることとなった。
文部科学省が3市町で使用する公民教科書の需要冊数を報告するよう求めた2011年9月16日までに県教委は3市町で公民教科書が一本化できていないとして、需要冊数を報告しなかった。11月28日に県教委は3市町教委に改めて公民教科書の需要冊数を報告するよう求める通知文を送っていたが、通知文には「9月8日の全教育委員による協議」が有効とする見解が添付されており、石垣市教委と与那国町教委に対して東京書籍版に統一して需要冊数を報告することを暗に求めていた。県教委に対抗するため、石垣市教委と与那国町教委は文部科学省に直接「情報提供」という形で育鵬社版の需要冊数を直接報告し、さらに「県教委から文部科学省に届いているかどうか懸念される」旨の文書を添付した。
2011年12月26日に竹富町教委は東京書籍版の採択を改めて確認し、東京書籍版の国庫による無償給付を求め町として予算計上しない考えを示した。このままでは生徒が教科書代を負担する可能性も浮上する中、2012年2月22日竹富町教委は篤志家の支援を受けて現物寄贈を受け付ける考えを示した。対象となる生徒は22人で東京書籍版は1冊736円の為、購入に必要な金額は約1万6000円で、次の教科書採択までの4年間に約10万円の負担となる計算だった。1963年の施行以降で教科書無償措置法に反する自治体が出るのは初めてであった。

### 県教委が文科省の指導に従えないと表明
文科省は9月8日の3市町全教育委員による協議を無効とし、2011年9月15日に県教委に対し、8月23日の協議の結果に基づき、事実上、竹富町教委に育鵬社を採択させるよう指導したが、県教委が示した結論は、「教科書無償措置法は、3市町教委の各々に対して協議して同一の教科書を採択する義務を課している。3市町教委による協議で一本化していく必要がある」として、文科省の指導には従えないと表明した。16日に県庁で開かれた県教委の会見で、狩俣智（義務教育課長）は、9月8日の協議の有効性について、「有効か有効でないかの判断は、まず当事者がすべきで、第三者が一つの団体が為した協議について、有効とか無効とかいうべきでない。県教委が答える立場にない」とした上で、「県教委が市町村教委を指導するためには明確な法的根拠が必要。地方自治法で法律または政令に拠らなければ指導できないこととされている」と、文科省の指導に従えない理由を述べた。さらに同義務教育課長は、「石垣、与那国、竹富の3市町の採択はいずれも地教行法に違反していない。しかし、教科書無償措置法によると、3市町は協議して同一の教科書を採択しなければならないが同一の教科書は採択されておらず、石垣、与那国、竹富の各々が教科書無償措置法に違反している。３市町には地教行法と教科書無償措置法の双方を満たす教科書採択が求められる。そのために３市町は同一の教科書を採択するための協議をしなければならない。地教行法と教科書無償措置法を同時に満たす連立方程式の解が必要だ」との考えを示した。県育委は「3市町は協議して同一の教科書を採択しなければならないが、同一の教科書が採択されておらず3市町の各々が教科書無償措置法に違反しており、3市町は同一の教科書を採択するために協議しなければならない」「協議会答申は3市町教委の採択を拘束しない」「協議会答申と異なる教科書であっても協議して一本化すれば問題ない」と考えていた。また「教科書一本化については、3市町教委（当事者）が9月8日協議の有効性も含めて協議して判断して一本化すべき」と考えていた。

### 文部科学省の是正要求と児童生徒らの裁判
2013年10月18日、文部科学省は竹富町の教科書採択が教科書無償措置法に反していることについて沖縄県教委に是正要求を指示したが、県教委は竹富町に要求しなかった。2014年3月14日、文部科学省は竹富町の教科書採択が教科書無償措置法に反していることについて竹富町教委に是正要求をしたが、竹富町教委は拒否した。
一方で、石垣市と与那国町の一部の児童生徒らが両市町を相手に「2011年9月8日に3市町の教育委員による全員協議で多数決で東京書籍版を採択したことは教科書無償措置法に定める協議に当たる」と主張して育鵬社版を受けない地位を求める請求を求める訴訟や東京書籍版の無償給付を求める訴訟を起こしたが、2012年12月27日に那覇地裁は「石垣市、与那国町の両教育委が全員協議の採択に同意したとは認められず、教科書無償措置法に定める協議に当たらない」として原告の訴えを退け、福岡高裁那覇支部も同様の判断をして控訴棄却した。

### 八重山採択地区協議会からの竹富町の離脱
2014年4月、竹富町教委が八重山採択地区協議会からの離脱を検討していることが報じられた。
文部科学省は自治体規模が小さいなどの理由で「十分な調査研究ができない」と竹富町の単独採択地区化に難色を示したが、琉球新報によって教科書採択地区を単独で設定して調査研究も単独で実施している小笠原村（東京都）、島本町（大阪府）、那賀町（徳島県）の3教委の例が挙げられ、竹富町教委も「竹富には退職教員も、有識者もいる」として、単独での調査研究にも十分対応できるとの考えを示した。また共同採択地区の設定は沖縄県教委にあり、2014年5月に沖縄県教委は竹富町教委を単独採択地区とすることを決定した。竹富町教委が単独採択地区となることで、文部科学省が指摘する教科書無償措置法の違法状態は解消された。

### 2015年の教科書選定
2015年8月17日に石垣市と与那国町の中学校で2016年度から4年間使用される教科書について、八重山採択地区協議会は公民は全会一致で育鵬社版を、歴史は帝国書院版4票、育鵬社版3票で帝国書院をそれぞれ選定したことが報道された。一方で、8月25日に竹富町教委は中学校教科書について公民は教育出版版を採択した。

### 公民教科書の中身
育鵬社版の公民教科書は「尖閣諸島について、日本の領土であることを明確に規定」「自衛隊について防衛に不可欠な存在」「北朝鮮問題についてミサイル発射実験や核実験強行」などとあり、保守系からは国境に接する地域の中学校にふさわしいという意見があった。一方で「沖縄の米軍基地に関する記述が殆どない」「自衛隊による軍事抑止力を強調し、憲法9条が果たしてきた役割に殆ど触れられていない」として、リベラル派からは沖縄の中学校にふさわしくないという意見もあった。
保守系サイドは8月23日の教科書選定の拘束力を持って教科書無償措置法に則って石垣市・与那国町だけでなく竹富町にも育鵬社版を採択すべきだと主張した。一方でリベラル派サイドは9月8日の八重山教育委員協会での決議に拘束力があると主張して、竹富町だけでなく石垣市・与那国町にも育鵬社版ではなく東京書籍版を採択すべきとし、文部科学省に教科書無償措置法に違反したと判断された竹富町にも東京書籍の採択に関しても教科書の国庫支出すべきだと主張していた。
県教育委員会は育鵬社版及び東京書籍版の内容に言及しなかった。県教育委員会は「3市町は協議して同一の教科書を採択しなければならないが、同一の教科書が採択されておらず3市町の各々が教科書無償措置法に違反しており、３市町は同一の教科書を採択するために協議しなければならない」「協議会答申は3市町教委の採択を拘束しない」「答申と異なる教科書であっても一本化すればいい」と考えていた。また、八重山地区の混乱は「（玉津会長の）拙速過ぎる規約の改正と協議会の運営のあり方等が要因」と考えていた。さらに「3市町教委（当事者）は9月8日協議の有効性も含めて協議して一本化すべき」と考えていた。

### 文部科学省元事務次官の前川喜平の証言
前川喜平（文部科学省元事務次官）は、2018年1月5日に沖縄タイムスの取材に対し、八重山教科書問題について「竹富町に対する是正要求は理不尽。正当な根拠はないと思っていた」「無償措置法が改正された現在と違い、八重山地区協議会の結論はあくまでも答申に過ぎず、最終的に決める権限は各市町村教育委員会にあった」「さまざまな協議を経ても教科書が一本化できなかったため、竹富町は仕方なく独自に東京書籍を選んだのであり、石垣市・与那国町が育鵬社を選んだのも同様に独自の判断だ。3市町村ともに一本化できなかった責任があるはずで、竹富町だけが無償給与の対象外になったのは理不尽。本来なら3市町とも無償給与の対象から外す、あるいは例外的に3市町ともに無償給与すべきだった」「そもそも協議会は多数決で教科書を選ぶように規約を変えているが、そもそも協議会に規約を変更する権限はなく、各教委の合意を得る必要がある。それを欠いたままの規約変更は無効のはずだ」「また協議会は竹富町が納得しなかったため役員会で再協議し、さらに3市町の全教育委員でも協議している。再協議に応じた段階で答申を棚上げしてもう一度話し合おうということであり、答申は効力を失っている。文科省が育鵬社を『協議の結果』とみなすのは間違いだ」「当時の制度では協議会の結論はあくまでも答申であり、最終的な決定権は各教委にあった。地区内で意見がまとまらない事態を法律が想定しておらず、文科省も当初は竹富町が自前で別の教科書を購入して無償給与することまでは違法としなかった。それが2012年に民主政権から安倍政権に移行し、下村博文が文科大臣、義家弘介が政務官になると、育鵬社の教科書を事実上強いる姿勢に変わった。是正要求に法的な根拠があるとは思えず、竹富町が国地方係争処理委員会に持ち込めば町側が勝つはずだと思っていた」「（無償措置法改正については）もともと採択地区を郡単位としていた法律が時代に合わず、以前から少なくとも町村単位に変更する必要性が議論されていた。表向きは『長年の懸案を解消するためであり、八重山教科書問題とは関係ない』『改正後も八重山地区は一つであることが当然』という説明をしていたが、法案が通れば竹富町を分離して問題を収束させられると考え、沖縄側とも調整していた」と証言した。
前川の証言を受けて、当時の沖縄県教育長の諸見里明や竹富町教育長の慶田盛安三は「前川氏が幹部官僚として、政治の暴走を何とかしようとしていたことは分かっていた」と当時を振り返った。また、山口剛史（琉球大学准教授）は「竹富町だけでなく関わった県教育行政や文部科学省の官僚までが、『政治介入』に唯々諾々と従うなく取り組んでいた。前川氏の証言は多くの行政関係者の思いを代弁している」と述べた。
ただし、前川は現職文科官僚時代は2014年3月13日の参議院文教科学委員会で「竹富町教育委員会の採択が教科書無償措置法に違反しているという認識につきましては、平成23年当時から今日に至るまで一貫しておりまして、文部科学省といたしましては、その認識に立って、平成23年九9以降、二年以上にわたりまして繰り返し指導を行ってきた」「昨年の10月、沖縄県の教育委員会に対しまして竹富町に是正の要求を行うよう指示した」「（今年の）3月中に竹富町の教育委員会に対して是正の要求を行った」と国の沖縄県や竹富町への是正要求を正当化する答弁をしていた。